# Mark Wright
Mark Wright, född 1 augusti 1963, är en engelsk fotbollstränare och före detta spelare. Under sin karriär gjorde han 45 landskamper och var med i det engelska landslag som gick till semifinal i VM 1990.

## Spelarkarriär

### Klubblag
Mark Wright kom till Southampton 25 mars 1982 från Oxford United. Hans debut för klubben kom i 3-1-vinsten mot Leeds United 17 april 1982. Under sin första hela säsong i Southampton gjorde han sitt första mål när laget spelade 2-2 mot Luton Town. Wright blev även framröstad till årets spelare i Southampton.
Säsongen 1983/84 hjälpte Wright Southampton att nå en andraplats i ligan, 3 poäng efter segrande Liverpool. Southampton gick även till semifinal i FA-cupen där man förlorade mot Everton som senare vann turneringen.
Efter att ha spelat totalt 222 matcher och gjort 11 mål såldes Wright till Derby County i augusti 1987. Han debuterade i sin nya klubb mot Wimbledon där Derby förlorade med 1-0. Efter att ha slutat på 15:e plats 1987/88 och kommit 5:a säsongen efter hamnade Derby i ekonomiska problem. Det ledde till att lagets största stjärnor såldes. Mark Wright och lagkompisen Dean Saunders lämnade Derby County 1991 för spel i Liverpool.
Mark Wright kom till Liverpool för att ersätta lagkaptenen Alan Hansen och gjorde debut i 2-1-vinsten över Oldham Athletic på Anfield Road. Sitt första mål för Liverpool gjorde han mot sin förra klubb Southampton när han kvitterade till 1-1 i september 1992. Under sin tid i klubben blev han lagkapten och var med och vann FA-cupen efter att ha besegrat Sunderland med 2-0 i finalen 1992. Under sina sju år i Liverpool spelade Wright totalt 210 matcher och gjorde 9 mål innan han avslutade karriären.

### Landslag
Det var under Bobby Robsons ledning som Wright gjorde debut i Englands landslag 1984, när England förlorade mot Wales med 1-0 i Brittiska mästerskapet. Under VM 1990 gjorde Wright sitt enda landslagsmål när han gjorde segermålet i den avgörande gruppspelsmatchen mot Egypten, då England vann med 1-0 och lyckades avancera från gruppen. Totalt gjorde Mark Wright 45 landskamper under 12 års tid.

## Tränarkarriär
Mark Wright tog över jobbet som huvudtränare för Southport, som då låg i botten av Football Conference, i december 1999. Han ledde laget till en mittenplacering och året efter till en 4:e plats. I juni 2001 lämnade Wright för att ta över sin gamla klubb Oxford United som då precis hade blivit nedflyttade till League Two. Wright sade dock upp sig efter bara sex månader.
I januari 2002 tog han över Chester City som då låg näst sist i Conference divisionen och lyckades där undvika degradering. Under säsongen 2002/03 tog han Chester till playoffsemifinal, där de dock åkte ut på straffar mot Doncaster Rovers. Året efter vann Chester och kvalificerade sig då för League Two, dock avgick Wright dagen innan den nya säsongen skulle börja.
Mark Wright gick därefter till Peterborough United där han stannade i drygt ett år innan han återvände till Chester 2006. Efter dåliga resultat och bara tre vinster på 20 matcher sparkades han innan sista matchen säsongen 2006/07. I november 2008 skrev han på en tredje gång för Chester, men trots att det blev en förbättring på planen åkte Chester ur och Wright lämnade klubben.
I augusti 2012 blev Wright utsedd till ny manager för Floriana på Malta.

## Meriter

### Som spelare
Liverpool
- FA-cupen: 1992

### Som tränare
Chester City
- Football Conference: 2004